# Volta dei Tintori
La volta dei Tintori è una piccola strada del centro storico di Firenze, tra il lungarno delle Grazie e il corso dei Tintori.

## Storia
La strada è un piccolo chiasso, e deve il suo nome a un arco che la attraversa e all'Arte dei Tintori, che in questa zona aveva numerosi laboratori. Scavi archeologici hanno rinvenuto in questa zona tracce di vasche di tintura, canali di scolo e forni. La strada fu tristemente famosa durante l'alluvione di Firenze del 1966 quando fu inondata dalla piena, che in questo punto raggiunse gli esiti più disastrosi: la strettezza della via fece prendere velocità alle acque, che esplosero letteralmente contro la vicina corso Tintori, spazzando via qualsiasi cosa incontrassero.

## Descrizione
Si affacciano sulla strada, in angolo col corso dei Tintori, il palazzo Bargagli, grande edificio ottocentesco, e una casa dell'eremo di Camaldoli. Quest'ultima, dal carattere modesto anche se vivacizzato nel suo disegno d'insieme dallo sviluppo che mostra sulla volta, era nel Settecento tra le proprietà che il sacro eremo di Camaldoli aveva in questa zona, come indica lo scudo presente sull'arco dell'ingresso carrabile terreno, con l'insegna costituita da due pavoni che bevono dallo stesso calice, significativa anche per la qualità del rilievo. I due palazzi sono collegati appunto dalla volta. 

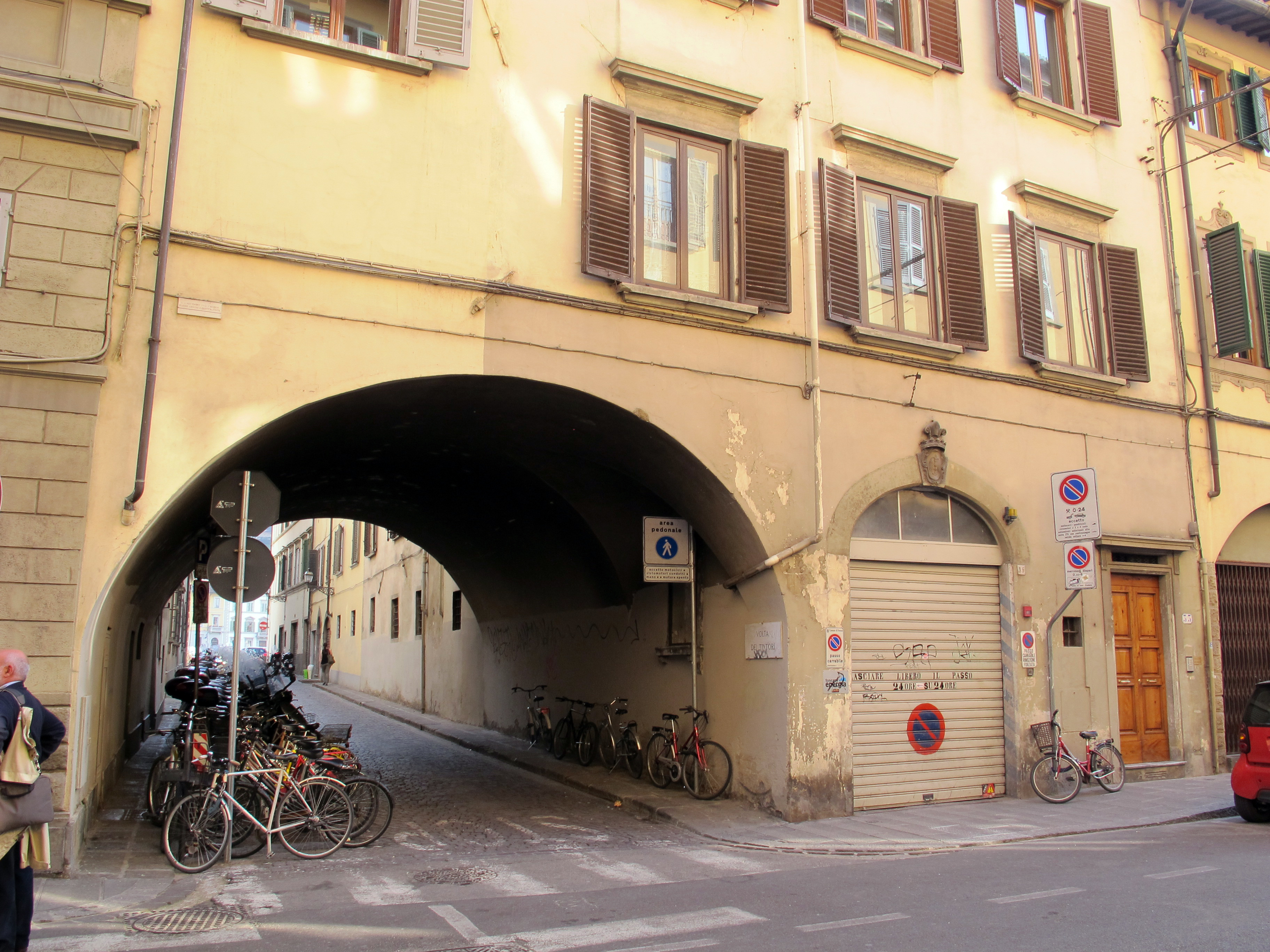
La volta da corso dei Tintori

Sotto la volta si trova l'edicola di un tabernacolo ormai illeggibile, lavato via dall'alluvione del 1966. Conteneva una Madonna col Bambino e san Giovannino su tela attribuita a Gian Domenico Ferretti, i cui scarsi resti sono oggi conservati nei depositi della soprintendenza. Perduto completamente andò invece il braccio porta lanterna in ferro battuto. Questa immagine aveva goduto di una segnalazione di Gabriele D'Annunzio nelle Faville del maglio: «la Volta dov'è la Madonna in tabernacolo e la lanterna».
L'edificio di sinistra (con le spalle all'Arno) fu dal 1914 sede della Camera del lavoro, e come tale è ricordato da Vasco Pratolini in Metello. Dal 1921 al 1937 è stato sede della Federazione provinciale dei sindacati fascisti e sindacati comunali riuniti; contiene inoltre l'attuale accesso all'ex-teatro dei Concordi Sul lato opposto, il nucleo più antico di palazzo Bargagli mostra un pietrino del monastero di Montedomini con numero d'inventario 37. 
All'angolo col lungarno si trova un tabernacolo con una Madonna recente, scolpita dallo scultore Paris Bernucci, entro una nicchietta di forme settecentesche. Si trova appoggiato sulla casa di Niccolò Tommaseo e sostituisce, dopo i danneggiamenti bellici legati alla distruzione del vicino ponte alle Grazie. Più anticamente conteneva un'Immacolata concezione seicentesca a olio, che Guido Carocci definì "mediocre" e che andò perduta quando venne fatto saltare il vicino ponte alle Grazie nel 1944.

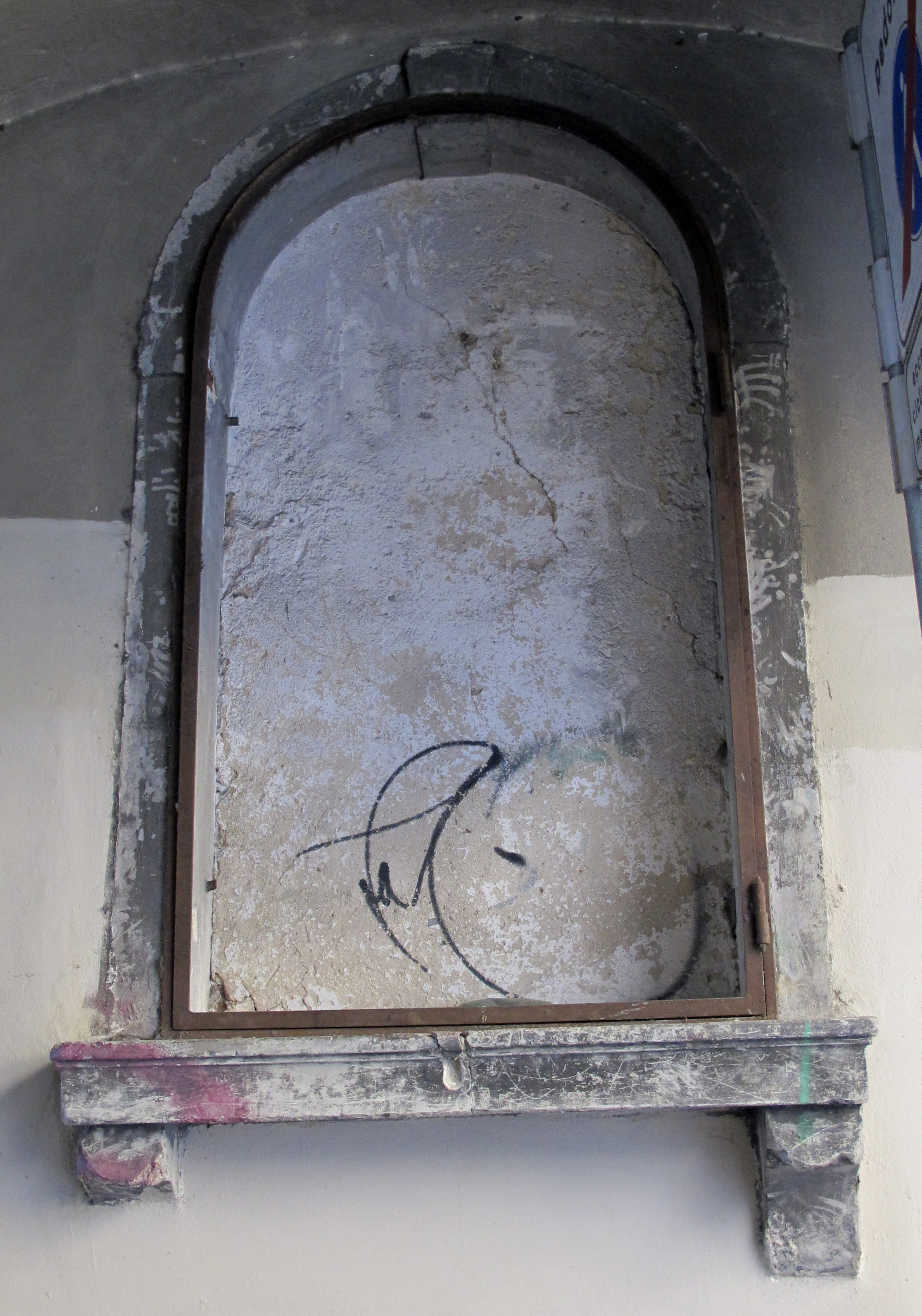
Tabernacolo distrutto dall'alluvione sotto la volta
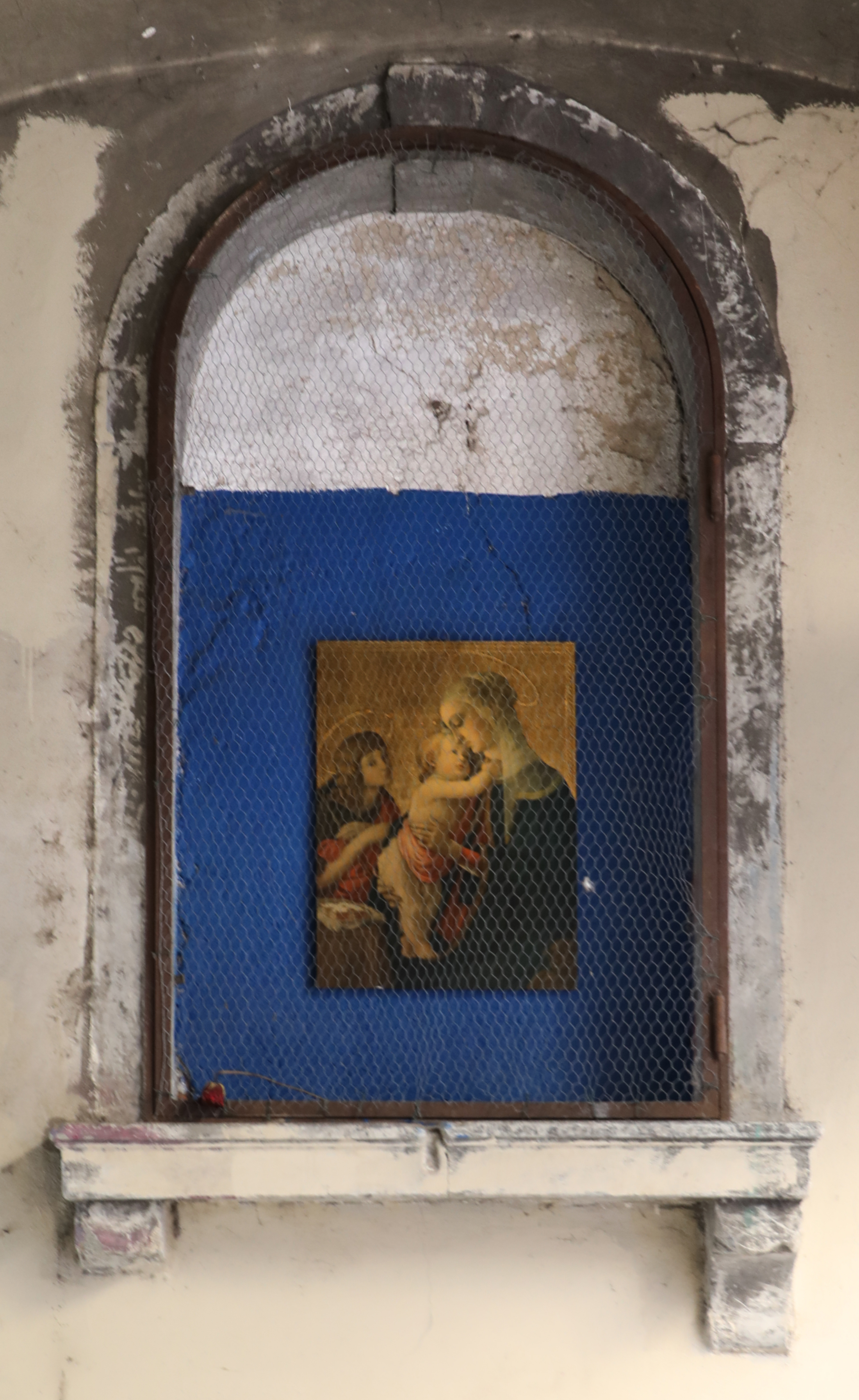
Il tabernacolo dopo il restauro del 2022
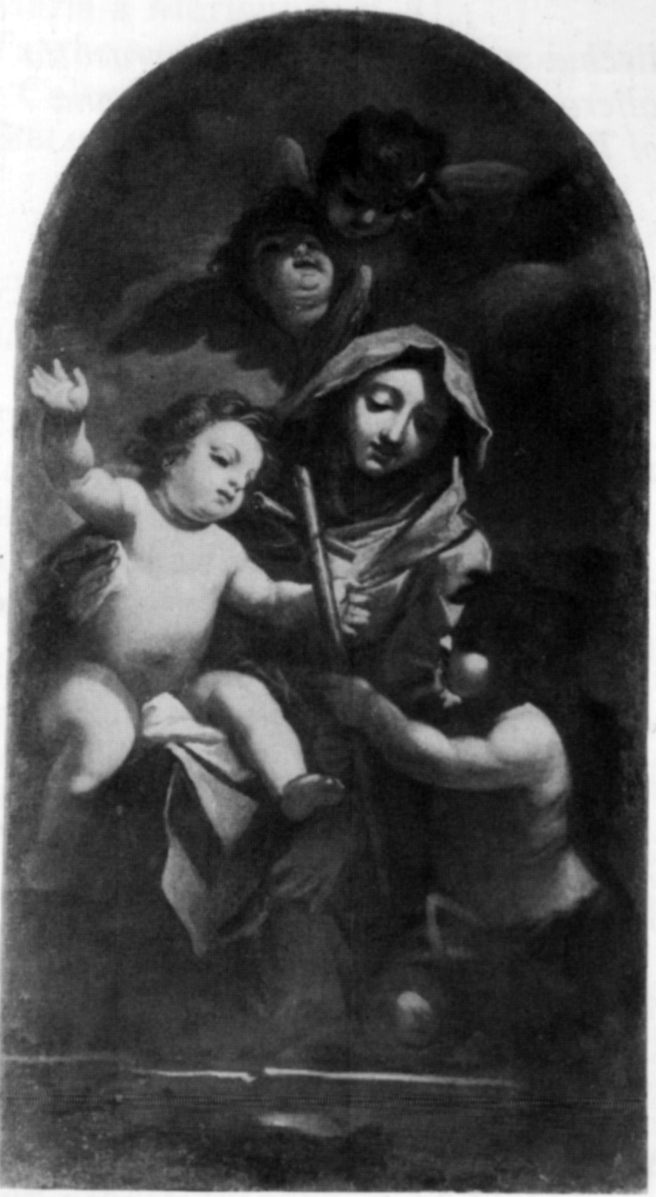
La tela del Ferretti
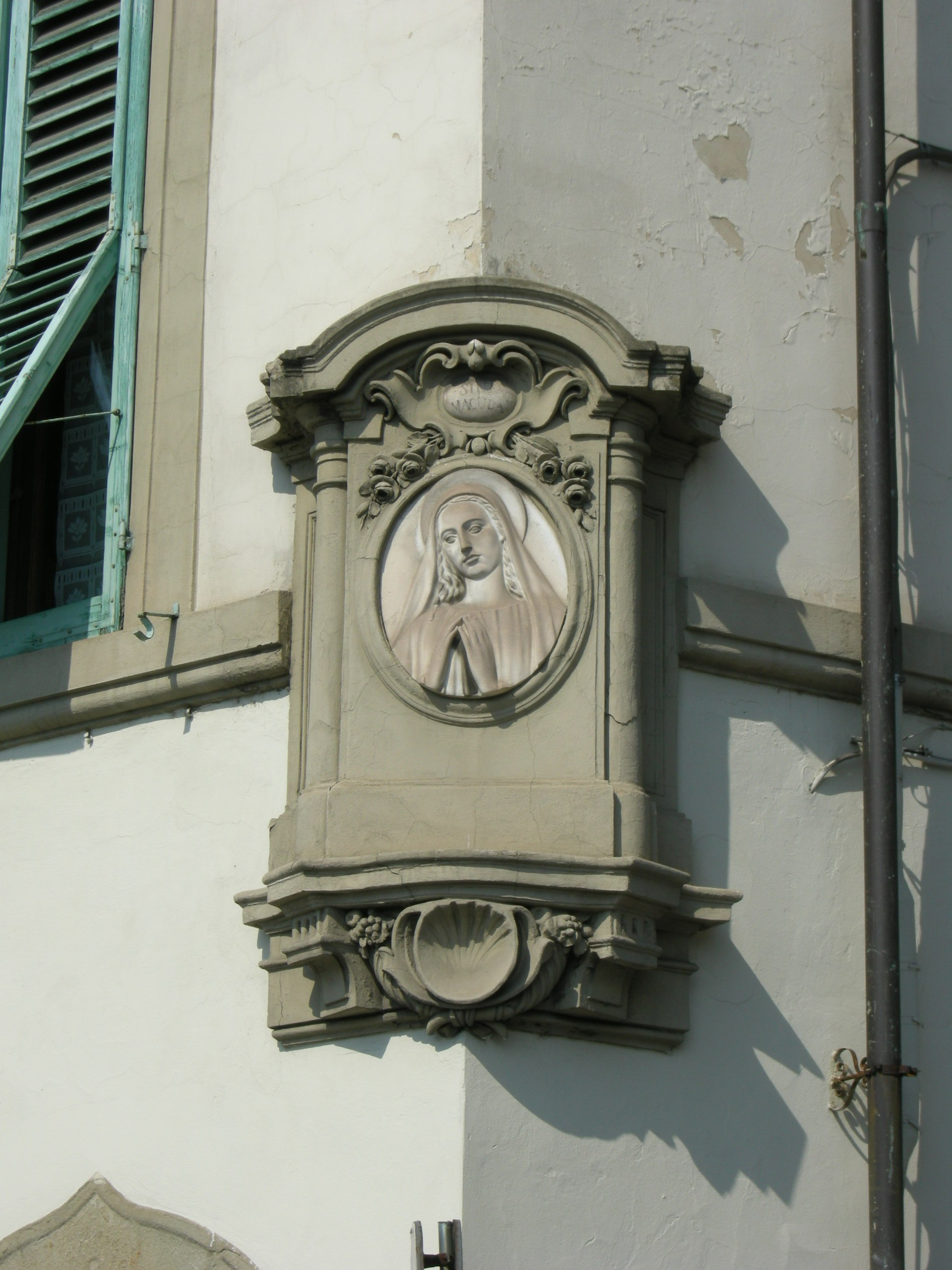
Tabernacolo sulla casa di Niccolò Tommaseo